# Julia Rządzińska
Julia Rządzińska (ur. 30 maja 1992) – polska lekkoatletka, płotkarka.

## Kariera
Zawodniczka AZS Łódź. Halowa mistrzyni Polski w biegu na 60 metrów przez płotki (2018). Wicemistrzyni Polski (2014) oraz młodzieżowa wicemistrzyni Polski (2014) w biegu na 100 metrów przez płotki.
Rekord życiowy w biegu na 100 metrów przez płotki: 13,31 (2018) oraz w biegu na 60 metrów przez płotki: 8,31 (2018).